# 道の駅おおえ
道の駅おおえ（みちのえき おおえ）は、山形県西村山郡大江町にある国道287号の道の駅である。
2024年10月5日にリニューアルオープン予定で、新しい愛称を公募した結果コラマガセに決定された。

## 歴史

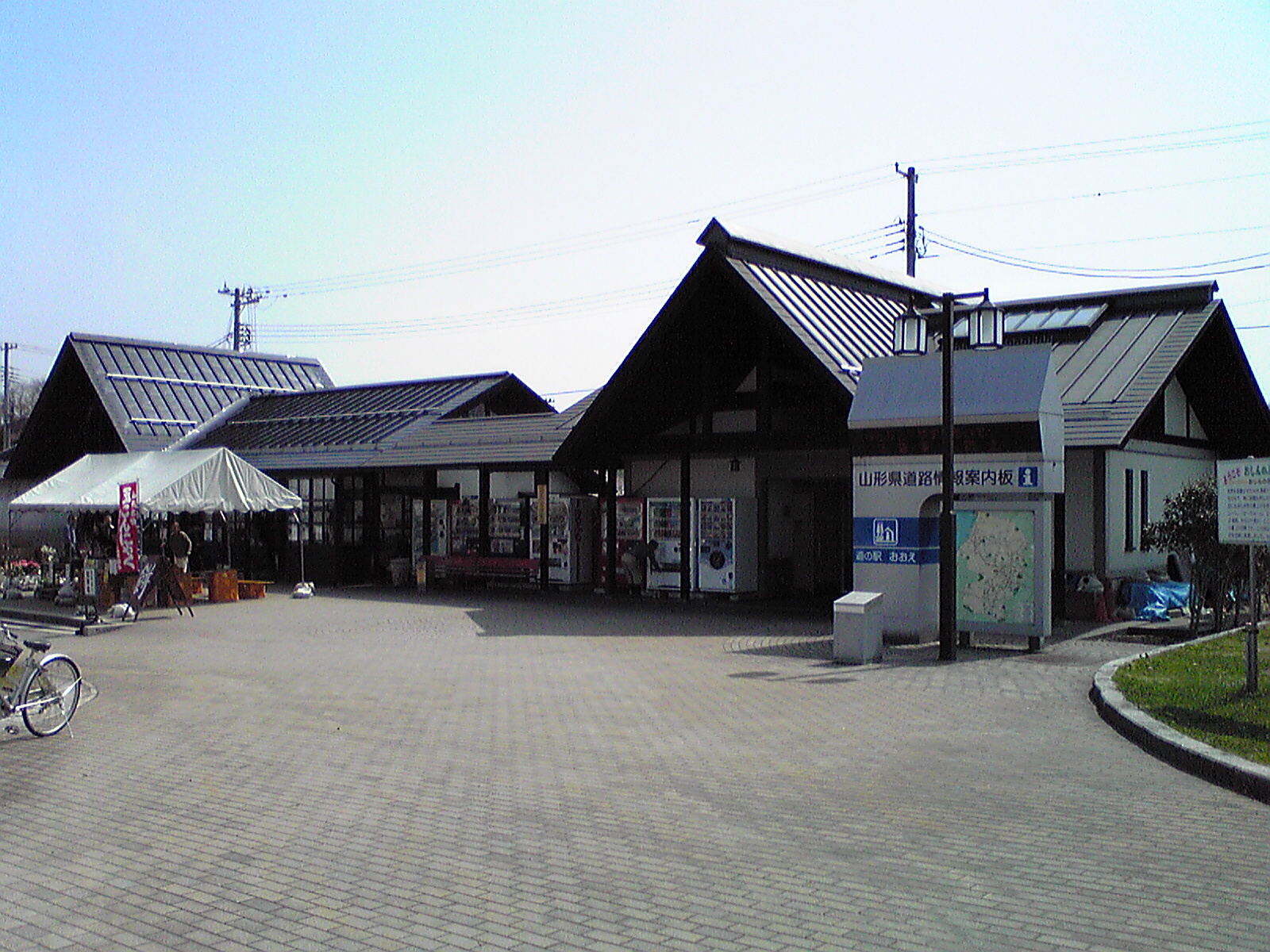
旧道の駅 おおえ

- 1998年（平成10年）4月 - 道の駅に登録。
- 2024年（令和6年）10月5日 - リニューアルオープン。

## 施設
- 駐車場
  - 普通車：38台
  - 大型車：7台
  - 身障者用：2台
- トイレ （いずれも24時間利用可能）
  - 男：大 2器、小 4器
  - 女：4器
  - 身障者用：1器
- 公衆電話：1台
- 農産物直売コーナー
- 軽食コーナー
- 休憩施設
  - パーゴラ
  - ベンチ
- 緑地広場

## 休館日
- 12月31日・1月1日

## アクセス
- 国道287号
  - 国道458号
  - 山形県道112号左沢浮島線

## 周辺
- 舟唄温泉（テルメ柏陵）
- 最上川
- 楯山公園
- 柳川温泉